# Heinrich Rupp (Politiker)
Heinrich Rupp (* 12. März 1888 in Leisenwald; † 6. Januar 1972) war ein hessischer Politiker (SPD) und ehemaliger Abgeordneter des Hessischen Landtags.
Heinrich Rupp war nach der Volksschule als selbständiger Landwirt tätig und hatte eine Poststelle inne. Er war ab 1918 politisch aktiv und ab 1920 Mitglied der SPD. Nach der Machtergreifung 1933 wurde er von den Nationalsozialisten verhaftet aber wegen seines Beinleidens nach kurzer Zeit entlassen. Ihm wurde jedoch die Poststelle entzogen und er musste als Kleinbauer arbeiten. Von den ersten freien Kommunalwahlen 1946 bis zum 30. Juni 1966 war er Bürgermeister in der Gemeinde Leisenwald bei Wächtersbach, ein Amt, in das er bereits nach dem Einmarsch der Amerikaner 1945 kommissarisch eingesetzt worden war.
Vom 26. Februar 1946 bis zum 14. Juli 1946 war er Mitglied des ernannten Beratenden Landesausschusses und vom 1. Dezember 1946 bis zum 30. November 1954 Mitglied des Hessischen Landtags.
Ab 1954 war er Kreisausschussmitglied im Landkreis Gelnhausen.